# Décès en novembre 2012
Décès
- 2008
- 2009
- 2010
- 2011
- 2012
- 2013
- 2014
- 2015
- 2016

Pour une information complémentaire, voir la page d'aide.

| Date         | Nom                              | Activités | Âge | Source |
| ------------ | -------------------------------- | --- | --- | ------ |
| 1er novembre | Gae Aulenti                      | Architecte italienne. | 84  |        |
| 1er novembre | Agustín García Calvo             | Philologue, philosophe, poète et dramaturge espagnol.                                                                     | 86  | (es)   |
| 1er novembre | Pierre Gualdi                    | Acteur français. | 92  |        |
| 1er novembre | Jan Louwers                      | Footballeur néerlandais.                                                                                                  | 82  | (nl)   |
| 1er novembre | Mitch Lucker                     | Chanteur américain, membre du groupe Suicide Silence.                                                                     | 28  |        |
| 1er novembre | Pascual Pérez                    | Joueur dominicain de baseball.                                                                                            | 55  | (en)   |
| 2 novembre   | Milt Campbell                    | Athlète américain, spécialiste du décathlon.                                                                              | 78  | (en)   |
| 2 novembre   | Pino Rauti                       | Homme politique italien.                                                                                                  | 85  | (it)   |
| 2 novembre   | Stélla Soulióti                  | Juriste chypriote. | 92  |        |
| 2 novembre   | Han Suyin                        | Écrivaine britannique. | 95  | (en)   |
| 3 novembre   | Odd Børretzen                    | Écrivain, chanteur, illustrateur et traducteur norvégien.                                                                 | 85  | (no)   |
| 3 novembre   | Joseph Carlier                   | Footballeur français. | 81  |        |
| 3 novembre   | Athmane Nourine                  | Footballeur algérien | 47  |        |
| 3 novembre   | Théo Tobiasse                    | Artiste peintre, sculpteur et artisan verrier français.                                                                   | 85  |        |
| 4 novembre   | Ted Curson                       | Trompettiste de jazz américain.                                                                                           | 77  | (en)   |
| 4 novembre   | Max Obispo                       | Footballeur, écrivain et artiste peintre français.                                                                        | 73  |        |
| 4 novembre   | Reg Pickett                      | Footballeur anglais. | 85  | (en)   |
| 5 novembre   | Olympe Bradna                    | Danseuse et actrice française.                                                                                            | 92  |        |
| 5 novembre   | Elliott Carter                   | Compositeur américain, Prix Pulitzer de musique en 1960 et 1973.                                                          | 103 |        |
| 5 novembre   | Leonardo Favio                   | Chanteur, réalisateur et acteur argentin.                                                                                 | 74  | (es)   |
| 5 novembre   | Louis Pienaar                    | Avocat et homme politique sud-africain.                                                                                   | 86  | (en)   |
| 5 novembre   | Keith Ripley                     | Footballeur anglais. | 77  | (en)   |
| 5 novembre   | Jimmy Stephen                    | Footballeur international écossais.                                                                                       | 90  |        |
| 6 novembre   | Charles Delporte                 | Artiste peintre et sculpteur belge.                                                                                       | 83  |        |
| 6 novembre   | Ivor Powell                      | Joueur et entraîneur de football gallois.                                                                                 | 96  | (en)   |
| 6 novembre   | Maxime de Sofia                  | Patriarche de l'Église orthodoxe de Bulgarie (1971-2012).                                                                 | 98  |        |
| 6 novembre   | Clive Dunn                       | Acteur et chanteur britannique.                                                                                           | 92  | (en)   |
| 7 novembre   | Aleksandr Berkutov               | Rameur en aviron soviétique puis russe.                                                                                   | 79  | (en)   |
| 7 novembre   | Carmen Basilio                   | Boxeur américain. | 85  |        |
| 7 novembre   | Heinz-Jürgen Blome               | Footballeur allemand. | 65  | (de)   |
| 7 novembre   | Marc Saturnin Nan Nguéma         | Économiste et homme politique gabonais.                                                                                   | 78  | (en)   |
| 7 novembre   | Kevin O'Donnell                  | Écrivain de science-fiction américain.                                                                                    | 61  | (en)   |
| 7 novembre   | Kevin O'Donnell                  | Écrivain de science-fiction américain.                                                                                    | 61  | (en)   |
| 7 novembre   | Elliott Stein                    | Journaliste et historien américain.                                                                                       | 83  | (en)   |
| 8 novembre   | Roger Hammond                    | Acteur britannique. | 76  | (en)   |
| 8 novembre   | Lucille Bliss                    | Actrice américaine. | 96  | (en)   |
| 9 novembre   | Nora Bustamante Luciani          | Médecin et historienne vénézuélienne.                                                                                     | 88  |        |
| 9 novembre   | Sergueï Nikolski                 | Mathématicien russe, membre de l'Académie russe des sciences.                                                             | 107 |        |
| 9 novembre   | Pat Renella (en)                 | Acteur américain. | 83  | (en)   |
| 9 novembre   | Georges Yu                       | Comédien belge. | 83  |        |
| 10 novembre  | Eric Day                         | Footballeur anglais. | 91  |        |
| 11 novembre  | Rex Hunt                         | Diplomate et administrateur colonial britannique.                                                                         | 86  | (en)   |
| 11 novembre  | Victor Mees                      | Footballeur international belge.                                                                                          | 85  |        |
| 12 novembre  | Arthur Bialas                    | Joueur et entraîneur de football allemand                                                                                 | 81  | (de)   |
| 12 novembre  | Michel Hrynchyshyn               | Évêque franco-canadien, exarque apostolique de France des Ukrainiens (1982-2012).                                         | 83  |        |
| 12 novembre  | Sergio Oliva                     | Culturiste américain. | 71  | (en)   |
| 12 novembre  | Roger Payen                      | Résistant communiste français.                                                                                            | 99  |        |
| 12 novembre  | Ronald Stretton                  | Coureur cycliste britannique.                                                                                             | 82  | (en)   |
| 14 novembre  | Alex Alves                       | Footballeur brésilien. | 37  |        |
| 14 novembre  | Martin Fay                       | Violoniste traditionnel irlandais.                                                                                        | 76  | (en)   |
| 14 novembre  | Ahmed Jaabari                    | Homme politique palestinien, chef de la branche armée du Hamas.                                                           | 52  |        |
| 14 novembre  | Aliu Mahama                      | Homme politique ghanéen, vice-président du Ghana (2001-2009).                                                             | 66  | (en)   |
| 14 novembre  | Maurice Ulrich                   | Homme politique français, PDG d'Antenne 2 (1977-1981).                                                                    | 87  |        |
| 15 novembre  | Théophile Abega                  | Footballeur international camerounais.                                                                                    | 58  |        |
| 15 novembre  | Luis Carreira (en)               | Pilote de vitesse moto portugais.                                                                                         | 35  |        |
| 15 novembre  | Maxim Saury                      | Clarinettiste de jazz français.                                                                                           | 84  |        |
| 15 novembre  | William Turnbull                 | Peintre et sculpteur écossais.                                                                                            | 90  | (en)   |
| 16 novembre  | Patrick Edlinger                 | Alpiniste et grimpeur français.                                                                                           | 52  |        |
| 16 novembre  | Maleli Kunavore                  | Joueur fidjien de rugby à XV.                                                                                             | 29  |        |
| 16 novembre  | Christian Lardé                  | Flûtiste français. | 82  |        |
| 16 novembre  | Aliu Mahama                      | Homme politique ghanéen.                                                                                                  | 66  |        |
| 16 novembre  | Carolyn E. Reed                  | Chirurgienne américaine.                                                                                                  | 62  |        |
| 16 novembre  | Bob Scott                        | Joueur néo-zélandais de rugby à XV.                                                                                       | 91  |        |
| 16 novembre  | Philipp Yau                      | Pilote automobile hongkongais.                                                                                            | 40  |        |
| 17 novembre  | Armand Desmet                    | Coureur cycliste belge.                                                                                                   | 81  |        |
| 18 novembre  | Kenny Morgans                    | Footballeur gallois. | 73  | (en)   |
| 18 novembre  | Michel Tatu                      | Journaliste français. | 79  |        |
| 19 novembre  | Pete La Roca                     | Batteur américain de jazz.                                                                                                | 74  | (en)   |
| 19 novembre  | Boris Strougatski                | Écrivain de science-fiction russe.                                                                                        | 79  |        |
| 20 novembre  | William Grut                     | Pentathlonien suédois, champion olympique aux Jeux olympiques de 1948.                                                    | 98  |        |
| 20 novembre  | María Santos Gorrostieta Salazar | Femme politique mexicaine, morte assassinée.                                                                              | 36  |        |
| 21 novembre  | Ajmal Kasab                      | Terroriste pakistanais, l'un des auteurs des attaques de novembre 2008 à Bombay.                                          | 25  |        |
| 21 novembre  | Deborah Raffin                   | Actrice américaine. | 59  |        |
| 21 novembre  | Wang Houjun                      | Footballeur international chinois.                                                                                        | 69  | (zh)   |
| 22 novembre  | Raimund Krauth                   | Footballeur allemand. | 59  | (de)   |
| 23 novembre  | Larry Hagman                     | Acteur, réalisateur et producteur américain.                                                                              | 81  |        |
| 23 novembre  | Rosalind Laker                   | Écrivaine britannique. | 91  |        |
| 23 novembre  | Nelson Prudêncio                 | Athlète brésilien, médaillé d'argent aux Jeux olympiques de 1968 et de bronze aux Jeux olympiques de 1972 au triple saut. | 68  | (en)   |
| 24 novembre  | Héctor Camacho                   | Boxeur portoricain. | 50  |        |
| 24 novembre  | Sebastián Viberti                | Joueur puis entraîneur argentin de football.                                                                              | 68  | (es)   |
| 25 novembre  | Joseph Bialot                    | Écrivain français. | 89  |        |
| 25 novembre  | Lars Hörmander                   | Mathématicien suédois, lauréat de la médaille Fields en 1962.                                                             | 81  |        |
| 26 novembre  | Juan Carlos Calderón             | Chanteur musicien et compositeur espagnol.                                                                                | 74  |        |
| 26 novembre  | Joseph Murray                    | Médecin et chirurgien américain.                                                                                          | 93  |        |
| 27 novembre  | Mickey Baker                     | Guitariste américain spécialisé dans le blues.                                                                            | 87  |        |
| 27 novembre  | Erik Izraelewicz                 | Journaliste français, directeur du journal Le Monde.                                                                      | 58  |        |
| 27 novembre  | Pascal Kalemba                   | Footballeur international congolais.                                                                                      | 33  |        |
| 27 novembre  | Ladislas Kijno                   | Peintre français. | 91  |        |
| 27 novembre  | Marvin Miller                    | Syndicaliste américain.                                                                                                   | 95  | (en)   |
| 27 novembre  | Herbert Oberhofer                | Footballeur international autrichien.                                                                                     | 57  | (de)   |
| 27 novembre  | Assane Seck                      | Universitaire et un homme politique sénégalais.                                                                           | 93  |        |
| 28 novembre  | Ab Fafié                         | Joueur et entraîneur de football néerlandais.                                                                             | 71  | (nl)   |
| 28 novembre  | Fidélis                          | Footballeur international brésilien.                                                                                      | 68  |        |
| 28 novembre  | Dragutin Haramija                | Homme politique croate.                                                                                                   | 89  |        |
| 28 novembre  | Cosimo Vittorio Nocera           | Footballeur international italien.                                                                                        | 74  | (it)   |
| 28 novembre  | Spain Rodriguez                  | Dessinateur américain de comics underground.                                                                              | 72  | (en)   |
| 28 novembre  | Igor Alexandrovitch Voulokh      | Peintre soviétique puis russe.                                                                                            | 74  | (en)   |
| 29 novembre  | Klaus Schütz                     | Homme politique allemand du Parti social-démocrate.                                                                       | 86  | (de)   |
| 30 novembre  | Benoît Georget                   | Basketteur français. | 42  |        |